# کودیتس
کودیتس (به آلمانی: Köditz) یک شهر در آلمان است که در بایرن واقع شده‌است.

## خصوصیات
کودیتس ۳۱٫۴۷ کیلومترمربع مساحت دارد ۴۵۰-۶۵۰ متر بالاتر از سطح دریا واقع شده‌است.